# Max-Planck-Institut zur Erforschung der Lebensbedingungen der wissenschaftlich-technischen Welt
Das Max-Planck-Institut zur Erforschung der Lebensbedingungen der wissenschaftlich-technischen Welt war ein Institut der Max-Planck-Gesellschaft in Starnberg. Es wurde 1970 mit der Berufung des Physikers und Philosophen Carl Friedrich von Weizsäcker als Direktor gegründet. Weiterer Direktor war der Philosoph Jürgen Habermas. Das Institut befand sich in der Riemerschmidstraße 7 in Starnberg.

## Geschichte
Das Institut widmete sich zahlreichen sozialwissenschaftlichen Fachdisziplinen, wie der Kriegsverhütung, der Entwicklungspolitik, der Wissenschaftsphilosophie und der Sozialpolitik. Beispielsweise wurde der Begriff der „Neuen Internationalen Arbeitsteilung“, ein Vorläufer der Globalisierungs-Diskussion, hier geprägt (von Folker Fröbel, Jürgen Heinrichs, Otto Kreye).
Später bekannt gewordene Mitarbeiter sind unter anderem Alfred Mechtersheimer, Ernst Tugendhat, Wolfgang van den Daele, Wolfgang Krohn, der Friedensforscher Horst Afheldt, der Mitherausgeber des Kursbuches, Tilman Spengler, der Historiker Wolf Schäfer, der Ökonom Stefan Welzk und die Philosophen Michael Drieschner, Michael Wolff und Gernot Böhme.
Nach der Emeritierung von Carl Friedrich von Weizsäcker im Jahre 1980 wurde das Institut in Max-Planck-Institut für Sozialwissenschaften umbenannt und sollte neu strukturiert werden. Aufgrund sich häufender Schwierigkeiten trat Jürgen Habermas im April 1981 als Direktor zurück, woraufhin der Senat der Max-Planck-Gesellschaft am 22. Mai 1981 beschloss, das MPI für Sozialwissenschaften zu schließen, was im Jahr 1984 geschah.